# 삼성메디슨
삼성메디슨(영어: Samsung Medison)은 대한민국의 의료기기사업체로, 삼성그룹의 신수종사업 중 하나인 의료기기의 연구, 개발, 판매를 담당하고 있는 글로벌 의료기기 전문기업이다.

## 역사
전신인 메디슨은 1985년 7월 2일 대한민국 벤처 1세대의 수장격으로 한국과학기술원(KAIST) 연구원 출신인 이민화 등 7명이 초음파 진단기를 개발한 것이 그 시초이다. 1986년 4월 기업부설연구소를 설립하고 1988년 4월에는 강원도 홍천군 남면 양덕원리 농공단지내에 제조공장(현 삼성메디슨 제조1센터)을 준공했다.
1990년엔 재계 서열 2위인 삼성과 세계적 기업 GE社가 합작한 삼성GE를 제치고 국내 시장 점유율 1위에 올랐다. 1996년 1월 국내 벤처기업 중 최초로 코스피에 상장되었으며 4월에 오스트리아의 Kretztechnik을 인수 인계하며 3차원 초음파 기술을 보유하게 되었다. 그 결과 1996년 아시아 최초로 디지털 초음파 장비를 개발하였고, 1998년에는 세계 최초로 Live 3D 초음파 진단기를 출시하였다. 1998년에는 메디슨벤처타워(서울특별시 강남구 대치동 997-4)를 구입하여 본사를 이전하였다. (현 미래에셋생명강남사옥)
이후 메디슨은 적극적인 M&A를 통해 몸집 부풀리기에 나섰고 한글과컴퓨터, 비트컴퓨터, 메디다스, 무한기술투자, 바이오시스 등 23개 계열사 총 40개 회사를 보유하며 '벤처연방제'를 표방했다. 하지만 2000년 미국발 IT버블붕괴로 인한 심각한 유동성 위기, 무리한 M&A로 인해 큰 타격을 받았고, 2002년 3월 부도처리되며 회사정리절차가 개시되었다. 이 과정에서 Kretztechnik을 GE社에 매각하였고 GE社는 이 기술력을 바탕으로 현재 초음파 진단기기 세계 시장 1위를 차지하고 있다.
메디슨은 초음파 진단기기에만 집중한 끝에 2006년 6월 법정관리에서 벗어나고 재기에 성공했다. 2009년 10월에는 메디슨헬스케어를 신설하는 등 다시 사업 확장의 모습을 보였으나 2010년 12월 삼성전자에 인수되었고 2011년 4월 삼성그룹 계열사로 편입되었다.
2012년 4월 메디슨헬스케어를 합병하였고, 2012년 9월에 초음파 프로브 제조업체인 프로소닉을 흡수 합병하며 경상북도 구미에 삼성메디슨 제조2센터를 준공하였다.
2014년 기준으로 메디슨 기존 라인업인 ACCUVIX, SONOACE, EKO에 더해 삼성 라인업인 UGEO를 생산하고 있다. 삼성전자는 디지털 X-ray인 XGEO와 혈액진단기 LABGEO, 삼성메디슨은 초음파 진단기기인 UGEO를 생산하며 의료기기 시장에 참여하고 있다.
2013년 프리미엄 산부인과용 초음파 진단기기 WS80A를 출시하였으며, 2014년에는 프리미엄 영상의학과용 초음파 진단기기 RS80A를 출시했다.
2018년 프리미엄 산부인과용 초음파 진단기기 HERA W10을 출시했다.
2020년 선천성 심장질환 진단보조기능인 HeartAssist가 AI 의료기기 인허가를 획득하였으며, 프리미엄 영상의학과용 초음파 진단기기 RS85 Prestige를 출시했다.
2021년에는 이동형 초음파 진단기기 HM70 EVO를 출시했으며, 2021년 9월에 프리미엄 범용 초음파 진단기기 V8을 출시했다.
2022년 9월에 지방간 초음파 검사기술(TAI)이 신의료기술로 인정받았으며, 2022년 11월에는 헤드 부피를 63%줄인 전립선 초음파 검사용 프로브 'miniER7'을 출시했다.

## 사업장
- 서울 본사: 서울특별시 강동구 천호대로 1077 이스트센트럴타워
- 홍천사업장(본점): 강원특별자치도 홍천군 남면 한서로 3366 (舊주소: 강원도 홍천군 남면 양덕원리 114)
- 구미사업장: 경상북도 구미시 1공단로 244 (공단동) (舊주소: 경상북도 구미시 공단동 259)
- 지방 사무소: 부산, 대구, 광주, 대전

## 의료민영화 관련 논란
박근혜 정부가 추진 중인 병원 영리화 정책의 최대 수혜자가 삼성그룹이 될 것이라는 논란이 있다. 삼성그룹은 삼성의료원을 필두로 삼성생명(금융업), 삼성화재(금융업), 삼성메디슨(의료기기), 삼성바이오로직스(제약), 365홈케어(건강관리), 삼성전자/삼성종합기술원/삼성테크윈/삼성SDS/삼성네트웍스(U-health) 등의 계열사를 소유하고 있으며 2009년부터 헬스케어산업에 매우 공격적인 투자를 하고 있다. 이번 병원 영리화 정책은 자본이 부족해 의료 사업을 추진하지 못하는 대형병원이 자본투자를 받아 헬스케어산업에 뛰어들 수 있는 길을 열어주고 삼성, 현대와 같이 이미 진출해 있는 기업이 보다 손쉽게 기업활동을 할 수 있도록 규제를 풀어준 것이라는 것이 주된 평가이다.

## 삼성그룹과 의료산업과의 관계
삼성그룹은 국내에서 가장 대표적인 의산복합체로 불린다. 의산복합체는 미국 하버드 의대 교수 아널드 렐먼이 처음 사용한 개념으로 의사와 병원, 보험회사, 제약기업, 의료기기업체 등 다른 사업체가 서로 긴밀하게 연결해 만드는 이해관계 네트워크를 뜻한다.
- 삼성의료원: 의료업
- 삼성생명, 삼성화재: 보험업
- 삼성메디슨: 의료기기 제조
- 삼성바이오로직스: 신약 생산
- 삼성바이오에피스: 신약 연구개발
- 삼성전자, 삼성SDS: U-헬스케어산업
- 365홈케어(현 오픈타이드코리아): 건강관리
- 케어캠프: 의료용품 MRO